# Blücherův palác
Blücherův palác je barokní stavba v centru Opavy. V současnosti je budova v havarijním stavu. Je chráněn jako kulturní památka České republiky.

## Historie

### Středověk
První písemná zmínka o domě na této parcele pochází z roku 1400, kdy zde stál gotický dům postavený místním knězem. V roce 1635 koupili pozemek i s domem Šípové z Bránice, kteří dům upravili. Dalšími majiteli se stal roku 1565 rod Tvorkovských z Kravař. V roce 1570 došlo k rozšíření a přestavbě domu na renesanční sídlo.

### Současná podoba
V roce 1737 nechal Jiří Rudolf Wipplar dům zbořit a na jeho místě postavil dnešní palác, který sloužil jako přechodné sídlo šlechtice při jeho pobytu v Opavě. V roce 1762 koupil objekt Ignác Dominik Chorinský, který byl známým podporovatelem umění. V domě se pořádaly taneční i poslechové hudební produkce, kantáty a v prvním patře se dokonce hrálo divadlo. Z paláce se tak stal střed života společenské smetánky té doby. Roku 1800 prodala Ignácova dcera Anna palác, který zdědila po svém otci, hraběti Janu Josefovi Larisch-Mönnichovi. Dům prošel následně modernizací a v roce 1820 (u příležitosti Opavského kongresu) byl v jeho prostorách ubytován ruský car Alexandr I. Pavlovič. Roku 1832 se majitelem domu stává Gebhard II. Blücher z Wahlstadtu, který se do rodiny Larischů přiženil. V roce 1852 prošel dům, tehdy již nazývaný Blücherův palác, další rekonstrukcí. Od 2. poloviny 19. století Blücherové přestali svůj palác obývat – v přízemí byly roku 1883 vybudovány obchody a patro bylo přestavěno na nájemní byty. Rodina o něj však v té době příliš nepečovala a dům začal chátrat.

### Muzeum
V roce 1930 koupilo Blücherův palác tehdejší Československé zemědělské muzeum, aby zde mohlo založit svou pobočku. Po druhé světové válce byl dům, který byl v dezolátním stavu, vrácen zemědělskému muzeu. Většina sbírek, které se zde nacházely před válkou, však chyběla nebo byla zničena. Dům byl pak opraven a pronajímán různým firmám (například Slezské tvorbě). V roce 1956 byly odstraněny necitlivé stavební úpravy (výkladní skříně, zdi na místech kleneb), vybudováno nové schodiště a opraveny fasády. Roku 1959 pak budova přechází do majetku Slezského zemského muzea. Přírodovědnému oddělení muzea slouží dům dodnes jako depozitář a výzkumné pracoviště. Současný stav budovy vyžaduje generální rekonstrukci, na kterou však muzeu chybí finanční prostředky. V roce 2010 proběhla rekonstrukce střechy, do které zatékalo a uvolňovala se z ní krytina.

## Plány do budoucnosti
Vedení Slezského muzea plánuje investovat do rekonstrukce Blücherova paláce částku 207 miliónů korun. V budově by měl být obnoven divadelní sál a objekt by se tak měl stát opět přístupným veřejnosti. Celá rekonstrukce by měla být ukončena roku 2020, kdy uběhne 200 let od pořádání Opavského kongresu.